# Асуар
Асуар или плетач је мајстор занатлија који је правио простирке за под у кућама од набоја или од земљаних цигала какве су грађене у прошлости.

## О занату
У кућама које су некада грађене од набоја или од земљаних цигала под је покриван тканим крпарама и асурама од рогоза. Асуре од рогоза су правили мајстори асуари. Рогоз је врста ритске траве с тврдим сабљастим листовима која се може користити за плетење ужади, асура, отирача, папуча, цегера, и др.
Подови просторија у таквим кућама су се обично суботом премазивале смесом воде, жуте земље и коњског измета, те на тако освежен под простирале опране и чисте асуре.
Асуар је сем простирки за под плео и кошарице за хлеб, за брашно, отираче за обућу, дуже асуре, рогожине, које су се продавале на метар. Они мало умешнији мајстори су од огуљеног и скуваног прута раките, јове, плели су столове и столичице, као и кутије и кофере у којима се чувала храна.

## Галерија
- Рогоз
- Рогоз
- Простирка од трске